# Carmine Rocco
Carmine Rocco (Camigliano, 12 aprile 1912 – Roma, 12 maggio 1982) è stato un arcivescovo cattolico italiano.

## Biografia[1]
Mons. Carmine Rocco nacque a Camigliano CE il 9 aprile 1912. Era il penultimo dei sette figli di Vincenzo Rocco e di Clementina Giusti. Il piccolo fu battezzato il 24 aprile nella chiesa parrocchiale di San Simeone Profeta con i nomi di Carmine Gabriele Giovanni.

### Formazione e ministero sacerdotale
A dodici anni entrò nel seminario minore della diocesi Calvi e Teano, dove iniziò il percorso di studio e di discernimento vocazionale. Nel 1930 venne ammesso al seminario maggiore campano di Posillipo, retto dalla Compagnia di Gesù, che lo formarono verso una concezione missionaria della Chiesa. Il circolo missionario di Posillipo, di cui monsignor Rocco divenne presidente, ricevette il premio da S.A il principe Umberto per uno studio pubblicato circa la condizione della Chiesa e dei cristiani in India. Egli resterà sempre legato a quel posto, tornando tutti gli anni quando era in Italia a fare visita ai seminaristi ed agli insegnanti, diventando, con la sua diretta esperienza di vita modello di riferimento per i tanti giovani che frequentavano il Seminario.
Il 26 Luglio 1936 fu ordinato presbitero nella cattedrale di Teano dal vescovo di Calvi e Teano Giuseppe Marcozzi. Proseguirà la sua formazione religiosa a Roma, dove si laureò alla Pontificia Università Gregoriana. Venne poi ammesso alla Pontificia accademia ecclesiastica, l'istituto che forma i diplomatici della Santa Sede.
Nel 1939, terminati gli studi, entrò in servizio nella Segreteria di Stato della Santa Sede. Pochi mesi dopo, il 30 ottobre 1939 monsignor Giovanni Battista Montini lo inviò alla nunziatura apostolica in Francia, ed il 12 marzo dell'anno successivo, a soli 28 anni, venne nominato monsignore. La seconda guerra mondiale era appena scoppiata, e dopo l'invasione nazista della Francia, parte del governo e con esso la nunziatura furono costretti a rifugiarsi a Vichy, da dove assisteranno a tutto il conflitto mondiale. A quel tempo il nunzio era monsignor Valerio Valeri che intrattenne rapporti stretti con il maresciallo Philippe Pétain allora a capo dello Stato francese. Monsignor Rocco tenne un diario di quegli anni, e tuttora sono una testimonianza storica importante che offre un quadro inedito degli avvenimenti vissuti in prima persona, ma sempre visti in dimensione universale, interamente rivolta ai popoli, sia alleati che nemici. In alcuni passaggi emerge quella sottile ironia napoletana e mai sentimenti di difficoltà malgrado le non poche privazioni costrette dagli avvenimenti. Con la fine della guerra e la liberazione della Francia, la nunziatura tornò a Parigi, dove però il generale Charles de Gaulle, rifiuterà di incontrare il nunzio Valeri a suo dire collaborazionista con il passato governo francese filo-nazista. La Santa Sede nominò dunque nunzio a Parigi monsignor Angelo Roncalli che giunse nella capitale il 30 dicembre 1944 e che poco dopo presentò le lettere credenziali a de Gaulle. Gli anni di Parigi videro nascere una bella amicizia tra Roncalli e Rocco, amicizia nata da stima, rispetto e anche affetto, come testimoniano le molteplici lettere che si scrissero nel corso degli anni. Insieme affronteranno questioni delicate con lo Stato Francese desideroso di deporre alcuni vescovi secondo loro coinvolti in collaborazioni naziste e il progetto del Governo di porre fine ai finanziamenti per le scuole cattoliche. Poco dopo però la Segreteria di Stato della Santa Sede lo trasferì in Argentina. La Francia volle essere riconoscente a monsignor Rocco e poco prima della sua partenza, il 18 maggio 1946, lo insignì del titolo di cavaliere della Legion d'onore. La nunziatura in Argentina era allora guidata da monsignor Giuseppe Fietta. Sul punto di partire, il nunzio Roncalli volle donare al giovane segretario il suo anello episcopale con l'augurio di poterlo un giorno indossare.
Monsignor Rocco raggiunse la sua destinazione via mare: salpò da Bordeaux il 10 settembre 1946 e raggiunse la capitale il 7 ottobre 1946. Era da poco salito al potere Juan Domingo Perón, che aveva promesso una serie di riforme per il popolo che in parte riuscì ad attuare ma che al tempo stesso guiderà il paese in un regime dittatoriale, incentrato sul culto della personalità tra lui e la moglie, la leggendaria Evita che spirò il 26 luglio 1952 a seguito di una grave malattia e i cui funerali videro una folla oceanica per le strade di Buenos Aires. La Chiesa in Argentina era molto presente, grazie all'opera dei missionari della Compagnia di Gesù, come testimonia gran parte dell'architettura della capitale, nel cui centro storico, spiccano la cripta del noviziato, la chiesa del Gesù, l'Università nazionale di Córdoba, il collegio Monserrat, oltre alle famose estancias Gesuitiche presenti all'interno del paese. In seguito l'opera dei salesiani, favorita dalla grande presenza di immigrati italiani, renderà molto vivo il lavoro della nunziatura e la grande collaborazione con il nunzio di allora, monsignor Fietta farà sì che una volta trasferito a Roma, in Segreteria di Stato, richiese la collaborazione di monsignor Rocco. Dal 1953 al 1956 monsignor Rocco prestò servizio nella Città del Vaticano. Dal 1956 al 1959 venne inviato nella nunziatura in Brasile, a Rio de Janeiro, guidata dal nunzio Lombardi che aveva conosciuto in seminario a Posillipo.

### Ministero episcopale
Il 5 ottobre 1961 papa Giovanni XXIII lo nominò arcivescovo titolare di Giustinianopoli di Galazia e nunzio apostolico in Bolivia. Ricevette l'ordinazione episcopale il 12 novembre successivo nella basilica dei Santi Ambrogio e Carlo al Corso a Roma dal cardinale Amleto Giovanni Cicognani, segretario di Stato di Sua Santità, co-consacranti l'arcivescovo Angelo Dell'Acqua, sostituto per gli affari generali alla Segreteria di Stato e il vescovo di Calvi e Teano Guido Sperandeo, suo amico fraterno.
La Bolivia non fu una destinazione facile, perché come gran parte dei paesi dell'America meridionale di quegli anni, sottoposta a rigida dittatura militare con gran parte della popolazione costretta a grande povertà e poche famiglie con grandi ricchezze. Eppure in questa nazione, così difficile, monsignor Rocco compì un'opera che è ancora adesso testimonianza di grande visione e coraggio a favore dei giovani. A La Paz nel 1966 fondò il nuovo seminario maggiore e l'Università Cattolica Boliviana. Lavorò incessantemente, riuscendo nell'opera di fondare un'università cattolica attiva ancora oggi collaborando con le più prestigiose università americane. L'ateneo favorì la formazione di tanti giovani di quel paese secondo i principi della Chiesa cattolica. Il sito dell'Università lo ricorda come fondatore. Il 18 aprile 1970 fondò il Seminario "San Josè" di Cochabamba, ispirandosi al seminario di Posillipo.
A papa Giovanni XXIII succedette papa Paolo VI, che il 16 settembre 1967 lo nominò nunzio apostolico nelle Filippine, la nazione asiatica con il maggior numero di abitanti cattolici. Anche in questo caso si trattava di un paese attraversato da grandi conflitti, governato dal dittatore Ferdinand Marcos, con una presenza di musulmani arroccati su alcune isole che rapivano a scopo di lucro i cattolici. Ancora una volta egli svolse il suo percorso pastorale con grande equilibrio raggiungendo e visitando la popolazione disseminata su oltre 7000 isole. Il 27 novembre del 1970 ebbe l'onore di ricevere in visita papa Paolo VI. Era accanto a lui al momento dell’attentato da parte di uno squilibrato che cercò di colpire il papa con un pugnale. Lo accompagnò nella visita pastorale di tre giorni nei quali papa Paolo VI ordinò 180 sacerdoti, visitò i più poveri e sofferenti, inaugurò la prima emittente cattolica, Radio Veritas, e venne acclamato da una moltitudine di persone.
Tre anni dopo quella storica visita, il 22 maggio 1973 papa Paolo VI lo nominò nunzio apostolico in Brasile, tornando in quell'America Latina che egli conosceva assai bene. Furono anni di profonde trasformazioni sociali che coinvolgeranno il continente intero e la Chiesa stessa. Il Brasile è un paese immenso, in quegli anni sottoposto a rigida dittatura militare con gli squadroni della morte che operavano rastrellamenti improvvisi. Ancora una volta il grande equilibrio e la profonda saggezza gli faranno compiere un grande lavoro, con la creazione di 30 diocesi, 20 prelature territoriali e la nomina di 122 vescovi. Nei grandi fermenti sociali di quegli anni che attraversarono anche la Chiesa, con la nascita di movimenti che avrebbero avuto numerosi partecipanti, quali la teologia della liberazione, egli seppe non creare fratture, ma proseguire con prudenza ascoltando tutti. Nel 1980 ricevette la visita di papa Giovanni Paolo II. Questi si trattenne nel paese dieci giorni, visitando i principali luoghi di questo immenso paese e monsignor Rocco lo accompagnò in buona parte del percorso, anche se il male cominciava a minarlo.
Quando la situazione si rese sempre più difficile, su indicazione del papa, rientrò a Roma dove fu ricoverato al Policlinico Gemelli. Lì spirò il 12 maggio 1982 all’età di 70 anni. Le esequie solenni si tennero nella basilica di San Pietro in Vaticano alla presenza di cardinali, autorità civili e ambasciatori dei paesi dove aveva prestato servizio. Una seconda cerimonia funebre ebbe luogo nella chiesa di Camigliano. La salma fu poi tumulata nella cappella di famiglia nel cimitero cittadino.
Per suo desiderio e disposizione, la grande casa paterna di Camigliano venne destinata a casa di riposo per gli anziani del paese e la donò all'ordine delle "Sant'Antonio Maria Claret". Quest'ordine, fondato da monsignor Geraldo Fernandes e madre Leonia Milito era stato seguito da monsignor Rocco, il quale volle riconoscere con questo lascito il suo apprezzamento all'opera svolta da queste religiose che operano in tanti paesi del mondo applicando il loro motto: "Bontà e gioia" nel seguire i più sofferenti. A monsignor Rocco sono intitolate due strade: una in Brasile, a San Paolo, ed una a Camigliano, ove ha sede la casa "Santi Vincenzo e Clemente", in memoria dei suoi genitori. Il quotidiano L'Osservatore Romano ai venti anni dalla scomparsa lo ricordò con una intera pagina che ripercorse la sua vita e le sue opere a firma di monsignor Alfonso D'Errico. Egli continua a vivere nella sua terra attraverso l'opera sociale da lui fortemente voluta e nell'opera "Nella Chiesa e per la Chiesa" che caratterizzò la sua esistenza.

## Genealogia episcopale e successione apostolica
La genealogia episcopale è:
- Cardinale Scipione Rebiba
- Cardinale Giulio Antonio Santori
- Cardinale Girolamo Bernerio, O.P.
- Arcivescovo Galeazzo Sanvitale
- Cardinale Ludovico Ludovisi
- Cardinale Luigi Caetani
- Cardinale Ulderico Carpegna
- Cardinale Paluzzo Paluzzi Altieri degli Albertoni
- Papa Benedetto XIII
- Papa Benedetto XIV
- Papa Clemente XIII
- Cardinale Marcantonio Colonna
- Cardinale Giacinto Sigismondo Gerdil, B.
- Cardinale Giulio Maria della Somaglia
- Cardinale Carlo Odescalchi, S.I.
- Cardinale Costantino Patrizi Naro
- Cardinale Lucido Maria Parocchi
- Papa Pio X
- Cardinale Gaetano De Lai
- Cardinale Raffaele Carlo Rossi, O.C.D.
- Cardinale Amleto Giovanni Cicognani
- Arcivescovo Carmine Rocco

La successione apostolica è:
- Vescovo Jesús Agustín López de Lama, C.P. (1966)
- Vescovo Bienvenido Solon Tudtud (1968)
- Cardinale José Tomás Sánchez (1968)
- Vescovo Godofredo Pedernal Pisig (1968)
- Arcivescovo Francisco Raval Cruces (1968)
- Vescovo Vicente Ataviado y Tumalad (1968)
- Vescovo Porfirio Rivera Iligan (1968)
- Vescovo Victorino Cristobal Ligot (1969)
- Vescovo Francisco Funaay Claver, S.I. (1969)
- Vescovo Antonino Francisco Nepomuceno, O.M.I. (1969)
- Vescovo Albert van Overbeke, C.I.C.M. (1969)
- Vescovo Salvador Lazo Lazo (1970)
- Vescovo Nicolas Mollenedo Mondejar (1970)
- Vescovo Miguel Gatan Purugganan (1971)
- Vescovo Rafael Montiano Lim (1971)
- Vescovo Emiliano Kulhi Madangeng (1971)
- Cardinale Ricardo Jamin Vidal (1971)
- Vescovo Celso Nogoy Guevarra (1972)
- Arcivescovo Philip Francis Smith, O.M.I. (1972)
- Vescovo Miguel Clarete Cinches, S.V.D. (1973)
- Vescovo Antônio de Souza, C.S.S. (1974)
- Vescovo José Antônio do Couto, S.C.I. (1974)
- Vescovo José Rodrigues de Souza, C.SS.R. (1975)
- Arcivescovo Silvestre Luís Scandián, S.V.D. (1975)
- Arcivescovo José Lambert Filho, C.S.S. (1975)
- Vescovo Adalberto Paulo da Silva, O.F.M.Cap. (1975)
- Vescovo Domingos Gabriel Wisniewski, C.M. (1975)
- Arcivescovo Bonifácio Piccinini, S.D.B. (1975)
- Vescovo Henrique Müller, O.F.M. (1975)
- Vescovo Emílio Pignoli (1976)
- Vescovo Aloísio Ariovaldo (Tarcísio) Amaral, C.SS.R. (1976)
- Vescovo Antônio Pedro Misiara (1976)
- Vescovo Walter Michael Ebejer, O.P. (1977)
- Vescovo João Oneres Marchiori (1977)
- Arcivescovo Antonio Maria Mucciolo (1977)
- Vescovo Conrado Walter, S.A.C. (1978)
- Arcivescovo Clóvis Frainer, O.F.M.Cap. (1978)
- Vescovo Manuel Pestana Filho (1979)
- Vescovo José Afonso Ribeiro, T.O.R. (1979)
- Vescovo José Carlos de Oliveira, C.SS.R. (1979)
- Vescovo Osório Bebber, O.F.M.Cap. (1980)
- Vescovo Fernando Legal, S.D.B. (1980)
- Vescovo Antônio Eliseu Zuqueto, O.F.M.Cap. (1980)
- Vescovo Michele Maria Giambelli, B. (1980)
- Vescovo Geraldo João Paulo Roger Verdier (1980)
- Vescovo Erwin Kräutler, C.PP.S. (1981)
- Vescovo Rubens Augusto de Souza Espínola (1981)
- Vescovo Getúlio Teixeira Guimarães, S.V.D. (1981)
- Arcivescovo Giovanni Bergese (1981)
- Cardinale Eusébio Oscar Scheid, S.C.I. (1981)
- Vescovo Bishop Virgílio de Pauli (1981)
- Vescovo Izidoro Kosinski, C.M. (1981)
- Vescovo Lino Vomboemmel, O.F.M. (1981)